# Суслик Каскадных гор
Суслик Каскадных гор, или каскадный суслик (лат. Callospermophilus saturatus), — вид грызунов рода золотистых сусликов семейства беличьих.

## Описание
Длина тела животных составляет от 28,6 до 31,5 см. Масса тела составляет от 200 до 350 г. Окраска шерсти тёмного серо-коричневого цвета. По бокам имеются белые полосы, обрамлённые чёрным цветом.

## Распространение
Вид обитает в Каскадных горах в провинции Британская Колумбия (Канада) и штате Вашингтон (США), а также на севере национального парка США Норт-Каскейдс.

## Систематика
На основании филогенетических исследований группы авторов под руководством К. Хелджена в 2009 году вид был выделен из рода Spermophilus в отдельный род Callospermophilus.